# Eviota distigma
Eviota distigma és una espècie de peix de la família dels gòbids i de l'ordre dels perciformes.

## Morfologia
Els mascles poden assolir els 2 cm de longitud total.

## Distribució geogràfica
Es troba des del Mar Roig fins a les Illes de la Línia, Pitcairn i el sud de la Gran Barrera de Corall.